# Jânio Quadros
Jânio da Silva Quadros ([ˈʒɐ̃niu dɐ ˈsiwvɐ ˈkwadɾus]; 25. ledna 1917 Campo Grande – 16. února 1992) byl brazilský politik, 22. prezident své země od 31. ledna 1961 do své rezignace 25. srpna téhož roku. Svou hvězdnou kariéru populistického politika zahájil jako starosta města São Paulo roku 1953. O dva roky později se stal guvernérem stejnojmenného státu. Drtivě vyhrál prezidentské volby roku 1960 a když přebíral úřad, bylo to poprvé v dějinách brazilské republiky, kdy došlo k pokojnému předání prezidentství zvolenému příslušníkovi politické opozice.
Jako prezident se pokusil zaujmout neutrální pozici ve studené válce a navázal styky se socialistickými zeměmi. Tím však ztratil podporu protikomunistických sil v parlamentu a zůstal bez faktické moci. V srpnu se pokusil znárodnit těžařská práva na železnou rudu ve státě Minas Gerais, brzy na to však za podivných okolností rezignoval. Jeho rezignace rozpoutala politickou krizi, jež vyvrcholila vojenským pučem roku 1964.
Později se Quadros do politiky vrátil a opět získal křeslo starosty São Paula, jímž byl v letech 1985 až 1988.

## Vyznamenání
- velkodůstojník Řádu Kristova – Portugalsko, 27. ledna 1952[1]
- velkokříž Řádu Kristova – Portugalsko, 17. května 1958[1]
- velkodůstojník Řádu prince Jindřicha – Portugalsko, 26. listopadu 1987[1]